# 鳳城の花嫁
『鳳城の花嫁』（おおとりじょうのはなよめ）は、1957年（昭和32年）4月2日に公開された日本の時代劇映画。イーストマン・カラー、シネマスコープ（2.35:1）、Westrex RECORDING SYSTEM、85分。東映製作・配給。監督は松田定次、主演は大友柳太朗。「花嫁シリーズ」の第1作。大友演じる若侍の花嫁探しが明朗なタッチで描かれる。
東映にとって「総天然色東映スコープ」と銘打った最初の作品であり、かつ日本初のシネマスコープ作品である。本作の公開を機に各社がワイドスクリーン方式の採用に踏み切った。
1958年（昭和33年）に第2作『鶯城の花嫁』、1959年（昭和34年）に第3作『孔雀城の花嫁』が製作されている。

## スタッフ
- 監督：松田定次
- 製作：大川博
- 企画：マキノ光雄、大森康正
- 脚本：中山文夫
- 撮影：川崎新太郎
- 照明：中山治雄
- 音楽：深井史郎
- 録音：東城絹児郎
- 美術：鈴木孝俊
- 編集：宮本信太郎
- 和楽：望月太明吉
- 計測：古谷伸
- 進行主任：栄井賢
- 装置：弥田勇造
- 背景：木下清輝
- 装飾：縄田功
- 記録：田中美佐江
- 衣裳：三上剛
- 美粧：林政信
- 結髪：桜井文子
- スチール：吉田晴光
- 擬斗：足立伶二郎
- 助監督：沢島忠
- 撮影助手：山元豊
- 照明助手：徳永進
- 録音助手：鳴坂武美
- 美術助手：井川徳道
- 編集助手：細谷修三
- 色彩助手：川上晃
- 演技事務：和田学
- 進行：天尾完次
- 色彩考証：和田三造
- 衣裳考証：甲斐荘楠音
- 舞踊振付：楳茂都陸平
- 能楽指導：金剛巌
- 現像：東洋現像所

- 主題歌
  - 三浦洸一「若君道中」（ビクターレコード）
  - 神楽坂浮子「お江戸めおと星」（ビクターレコード）
    - 作詞：佐伯孝夫
    - 作曲：清水保雄

## キャスト
- 松平源太郎：大友柳太朗
- おきぬ：長谷川裕見子
- おみつ：中原ひとみ
- 井筒屋嘉兵衛：志村喬(東宝)
- 大島嘉門：薄田研二
- 桧垣権九郎：田崎潤(新東宝)
- 長野五郎左衛門：進藤英太郎
- 猿の三次：原健策
- 秋山帯刀：加賀邦男
- 清吉：片岡栄二郎
- 吾助：杉狂児
- 松平安房守：三島雅夫
- 大山軍太夫：神田隆
- 太田兵助：明石潮
- お孝の方：松浦築枝
- おしづ：風見章子
- 雲助備州：上代悠司
- 間宮一心斎：高松錦之助
- 越前屋善兵衛：伊東亮英
- 時致：中村時之介
- 熊野主膳：大邦一公
- お浜：赤木春恵

## 同時上映
『若さま侍捕物手帖 深夜の死美人』
- 原作：城昌幸／脚本：村松道平／監督：深田金之助／主演：二代目大川橋蔵
- 東映版『若さま侍捕物手帖』シリーズ第5作。

## ネット配信
- 東映時代劇YouTube：2023年6月2日16:00（JST） - 同年同月11日23:59（JST）

2023年6月の企画「花嫁映画特集」の一環として配信。